# Världsmästerskapen i nordisk skidsport 1995
Världsmästerskapen i nordisk skidsport 1995 ägde rum 9–19 mars 1995 i Thunder Bay i provinsen Ontario i Kanada.

## Längdskidåkning herrar

### 10 kilometer klassisk stil
11 mars 1995
| Medalj | Deltagare                   | Tid     |
| Guld   | Vladimir Smirnov, Kazakstan | 24.52,3 |
| Silver | Bjørn Dæhlie, Norge         | 25.10,1 |
| Brons  | Mika Myllylä, Finland       | 25.11,5 |

### 10 kilometer + 15 kilometer jaktstart
13 mars 1995
| Medalj | Deltagare                   | Tid       |
| Guld   | Vladimir Smirnov, Kazakstan | 1:06.19,5 |
| Silver | Silvio Fauner, Italien      | 1:06.29,7 |
| Brons  | Jari Isometsä, Finland      | 1:06.30,0 |

### 30 kilometer klassisk stil
9 mars 1995
| Medalj | Deltagare                    | Tid       |
| Guld   | Vladimir Smirnov, Kazakstan  | 1:15.52,3 |
| Silver | Bjørn Dæhlie, Norge          | 1:16.52,4 |
| Brons  | Aleksej Prokurorov, Ryssland | 1:17.35,6 |

### 50 kilometer fri stil
19 mars 1995
| Medalj | Deltagare                   | Tid       |
| Guld   | Silvio Fauner, Italien      | 1:56.36,0 |
| Silver | Bjørn Dæhlie, Norge         | 1:57.48,5 |
| Brons  | Vladimir Smirnov, Kazakstan | 1:58.10,7 |

### 4 x 10 kilometer stafett
17 mars 1995
| Medalj | Lag                                                                       | Tid |
| ------ | ------------------------------------------------------------------------- | --- |
| Guld   | Norge (Sture Sivertsen, Erling Jevne, Bjørn Dæhlie, Thomas Alsgaard)      |     |
| Silver | Finland (Karri Hietamäki, Harri Kirvesniemi, Jari Räsänen, Jari Isometsä) |     |
| Brons  | Italien (Fulvio Valbusa, Marco Albarello, Fabio Maj, Silvio Fauner)       |     |

## Längdskidåkning damer

### 5 kilometer klassisk stil
12 mars 1995
| Medalj | Deltagare                 | Tid     |
| Guld   | Larisa Lazutina, Ryssland | 15.23,7 |
| Silver | Nina Gavriljuk, Ryssland  | 15.47,1 |
| Brons  | Manuela Di Centa, Italien | 15.57,8 |

### 5 kilometer + 10 kilometer jaktstart
14 mars 1995
| Medalj | Deltagare                 | Tid     |
| Guld   | Larisa Lazutina, Ryssland | 43.19,6 |
| Silver | Nina Gavriljuk, Ryssland  | 43.45,9 |
| Brons  | Olga Danilova, Ryssland   | 43.56,9 |

### 15 kilometer klassisk stil
10 mars 1995
| Medalj | Deltagare                    | Tid     |
| Guld   | Larisa Lazutina, Ryssland    | 41.27,5 |
| Silver | Jelena Välbe, Ryssland       | 42.39,1 |
| Brons  | Inger Helene Nybråten, Norge | 43.03,2 |

### 30 kilometer fri stil
18 mars 1995
| Medalj | Deltagare                 | Tid       |
| Guld   | Jelena Välbe, Ryssland    | 1:15.27,3 |
| Silver | Manuela Di Centa, Italien | 1:16.40,5 |
| Brons  | Antonina Ordina, Sverige  | 1:16.58,6 |

### 4 x 5 kilometer stafett
17 mars 1995
| Medalj | Lag                                                                               | Tid     |
| ------ | --------------------------------------------------------------------------------- | ------- |
| Guld   | Ryssland (Olga Danilova, Jelena Välbe, Larisa Lazutina, Nina Gavriljuk)           | 53.47,6 |
| Silver | Norge (Marit Mikkelsplass, Inger Helene Nybråten, Elin Nilsen, Anita Moen-Guidon) |         |
| Brons  | Sverige (Anna Frithioff, Marie-Helene Westin, Antonina Ordina, Anette Fanqvist)   |         |

## Nordisk kombination

### K90 + 15 kilometer
9 mars 1995
| Medalj | Deltagare                    | Tid |
| Guld   | Fred Børre Lundberg, Norge   |     |
| Silver | Jari Mantila, Finland        |     |
| Brons  | Sylvain Guillaume, Frankrike |     |

### K90 + 4 x 5 kilometer stafett
10 mars 1995
| Medalj | Lag                                                                             | Tid       |
| ------ | ------------------------------------------------------------------------------- | --------- |
| Guld   | Japan (Masashi Abe, Tsugiharu Ogiwara, Kenji Ogiwara, Takanori Kono)            | 56.20,2   |
| Silver | Norge (Halldor Skard, Bjarte Engen Vik, Knut Tore Apeland, Fred Børre Lundberg) | 58.14,8   |
| Brons  | Schweiz (Markus Wüst, Armin Krugel, Stefan Wittwer, Jean-Yves Cuendet)          | 1:01.41,8 |

## Backhoppning

### Normalbacke K90
12 mars 1995
| Medalj | Deltagare              | Poäng |
| Guld   | Takanobu Okabe, Japan  | 266,0 |
| Silver | Hiroya Saitō, Japan    | 256,5 |
| Brons  | Mika Laitinen, Finland | 243,5 |

### Stora backen K120
18 mars 1995
| Medalj | Deltagare                     | Poäng |
| Guld   | Tommy Ingebrigtsen, Norge     | 272,6 |
| Silver | Andreas Goldberger, Österrike | 259,5 |
| Brons  | Jens Weissflog, Tyskland      | 229,9 |

### Lagtävling stora backen K120
16 mars 1995
| Medalj | Lag                                                                     | Poäng |
| ------ | ----------------------------------------------------------------------- | ----- |
| Guld   | Finland (Jani Soininen, Janne Ahonen, Mika Laitinen, Ari-Pekka Nikkola) | 889,0 |
| Silver | Tyskland (Jens Weissflog, Gerd Siegmund, Hansjörg Jäkle, Dieter Thoma)  | 882,5 |
| Brons  | Japan (Takanobu Okabe, Jin’ya Nishikata, Hiroya Saitō, Naoki Yasuzaki)  | 836,9 |

## Medaljligan
| Placering | Nation    | Guld | Silver | Brons | Totalt |
| --------- | --------- | ---- | ------ | ----- | ------ |
| 1         | Ryssland  | 5    | 3      | 2     | 10     |
| 2         | Norge     | 3    | 5      | 1     | 9      |
| 3         | Kazakstan | 3    | 0      | 1     | 4      |
| 4         | Japan     | 2    | 1      | 1     | 4      |
| 5         | Finland   | 1    | 2      | 3     | 6      |
| 6         | Italien   | 1    | 2      | 2     | 5      |
| 7         | Tyskland  | 0    | 1      | 1     | 2      |
| 8         | Österrike | 0    | 1      | 0     | 1      |
| 9         | Sverige   | 0    | 0      | 2     | 2      |
| 10        | Frankrike | 0    | 0      | 1     | 1      |
|           | Schweiz   | 0    | 0      | 1     | 1      |